# Clase Maestrale
Las fragatas clase Maestrale son las más importantes de su tipo dentro de la Marina italiana. Fueron construidas un total de ocho unidades por los astilleros Fincantieri S.p.A en Riva Trigoso, excepto la F571 que fue construida por la misma empresa en los astilleros de La Spezia. Su diseño es una mejora del de las fragatas Clase Lupo.
Su cometido principal para el que fueron concebidas es el de lucha antisubmarina, gracias en parte al apoyo proporcionado por los helicópteros que lleva a bordo.
La primera unidad entró en servicio en 1982, y el resto rápidamente los tres años siguientes. Se espera que esta clase sea reemplazada por la clase Rinascimento a partir de 2011.

## Diseño
Estos barcos fueron construidos con la experiencia y la tecnología ya desarrolladas para las fragatas clase Lupo. Las Maestrale eran más grandes y pesadas, por lo tanto más lentas, pero todavía capaces de alcanzar alrededor de 32 nudos. Los barcos contaban con una gran superestructura, continúa sin interrupción hasta el hangar, y estabab fabricadas con aleaciones ligeras.
El sistema de propulsión CODAG se basaba en dos turbinas de gas GE-Avio LM-2500 y dos motores diésel. Se utilizaban diésel para crucero y turbinas para cuando era necesaria alta velocidad. El único problema de esta configuración CODAG, muy económica, es hacer que los motores diésel sean lo suficientemente potentes para alcanzar una velocidad de crucero suficiente sin sobrecargarlos o ayudarlos con un uso de las turbinas. La solución, ya desarrollada en la clase Lupo, tuvo éxito. Los barcos tienen un alcance máximo de 6.000 millas náuticas (11.000 km) a 15 nudos.

## Armamento
La clase Maestrale estaba armada con una variedad de sistemas, principalmente de fabricación italiana. Sobre la cubierta de proa se emplazó un cañón Oto Melara de 127/54 automático, capaz de disparar 40 disparos por minuto. A pesar de su gran tamaño y peso, fue posible colocarlo en un casco relativamente pequeño puesto que la clase Lupo estaba ya equipada con la misma arma. Se contaba con 66 proyectiles en tres carruseles listos para disparar. Disparaba proyectiles de 32 kilogramos y su alcance máximo era de 23 kilómetros.
Los barcos llevaban el sistema de misiles antiaéreo Albatros, con una lanzador óctuple capaz de disparar misiles Sea Sparrow o Aspide. Era un arma entonces moderna y capaz, con guía monopulso, potente motor cohete y controles de vuelo avanzados. Cada buque llevaba un suministro de 24 misiles y el sistema se recargaba mediante un sistema dautomático Riva-Calzoni, que era capaz de cargar hasta cuatro misiles a la vez. Esto hacia que prácticamente todos los misiles estuvieran listos para ser lanzados.
Para defensa cercana de contaba con dos sistemas Breda DARDO, con dos cañones Bofors de 40/70 y con depósitos de 700 proyectiles y cadencia de tiro de 600 proyectiles por minuto. Las espoletas de proximidad y sistemas de control de fuego ayudaban a reaccionar rápidamente ante los misiles antibuque.
En cubierta se situaban cuatro misiles antibuque Otomat, capaces de alcanzar un objetivo a 180 km y con una ojiva de 210 kg. Estaban instalados sobre el hangar, donde se operaban dos helicópteros AB-212 ASW.
Asimismo cuatro lanzadores de torpedos, dos tubos triples para los ILAS-3 de 324 mm., con 12 torpedos disponibles, y además dos tubos de lanzamiento con de seis a ocho torpedos de 533 mm. A184 guiados por cable disponibles. Estos torpedos eran el arma principal para tareas ASW, pero también podrían utilizarse como arma antibuque secundaria. En comparación con el ASROC no requierian un lanzador voluminoso, pero necesitaban varios minutos para alcanzar los 9 kilómetros de distancia.

## Electrónica
Contaban  con varios sistemas electrónicos: 
- radar de búsqueda aérea y de superficie RAN10S.
- radar de navegación y de búsqueda de superficie SPN703.
- Radar RTN-10X para el control del cañón y del Aspide
- dos radares RTN-20X para los sistemas DARDO.

Para la búsqueda de submarinos se contaba con un sonar VDS y un DE1160B montado en el casco. El componente de guerra electrónica se centra en un sistema Elettronica MM/SLQ-746 y dos lanzadores de señuelos SCLAR que son capaces de lanzar bengalas y cohetes de chaff hasta 10 km..
También se contaba con varios sistemas de interferencia electrónica y de comunicación, y un sistema de mando y control Selex IPN20 para integrar toda la información táctica y usar las armas a bordo.

## Comparación clases Maestrale y Lupo
La clase Lupo entró en servicio en 1977. La clase Maestrale se considera una versión mejorada. Ambas comparten el mismo casco extremadamente delgado (con una longitud/ancho de 10:1), pero se amplió para dar cabida a muchos más sistemas. En previsión de futuros desarrollos las dimensiones finales de las Maestrale son ligeramente superiores a las Lupo.
Las Lupo son 3 nudos más rápidos y están equipadas con ocho OTOMAT puesto que su misión es antisuperficie. 
Las Maestrale tienen gran parte del equipamiento de la clase Lupo, pero organizado de manera diferente. La autonomía aumentó con la clase Maestrale de 8.000 a 9.700 km.
Las Maestrale tienen la mitad de misiles OTOMAT de la clase Lupo pero el doble de lanzadores de torpedos. Además las Maestrale introdujeron los nuevos torpedos pesados. Dada su misión antisubmarina cuentan con el doble de helicópteros y el doble de sonares, teniendo además un VDS. Todo esto mejoró drásticamente las capacidades ASW de las Maestrale. Los equipos más modernos y el sistema de misiles Albatros mejoraron algo la capacidad de defensa aérea.
La clase Maestrale tiene algunas deficiencias. Lo más destacado es la disposición de la defensa aérea. La clase Maestrale, debido al doble hangar, hubo de cambiar la ubicación de las armas. Todos los sistemas de armas se colocaron en la proa y en el medio del barco. Esta disposición dejó puntos ciegos en la defensa aérea.
La distribución del armamento hubo de ajustarse en las Maestrale. El cañón de 127 mm. se encuentra algo más a proa, el sistema de misiles Albatros está instalado delante del puente, los dos montajes de 40/70 están colocados en medio de la nave, los cuatro lanzadores Otomat están dispuestos detrás de la chimenea y los lanzacohetes SCLAR están montados en dos soportes a una altura intermedia entre la de la cubierta alta y la superior. 
Después de su entrada en servicio, las Maestrale se modernizaron pero con programas menores. El equipamiento al final de su carrera en los clase Maestrale era casi igual al de 1982, excepto por un par de cañones de 20 mm instalados para defensa cercana en 2005.

## Servicio
Al contrario que las Lupo no tuvieron éxito en exportaciones. Quizás su rol antisubmarino y la competencia de sus primos clase Lupo hizo que no tuvieran éxito en el competitivo mercado extranjero.

### Italia
El primer barco de su clase entró en servicio en 1982. El resto de la clase fue botada durante los siguientes tres años. Las Maestrale fueron incluidas en el plan de la Ley naval 1974-1984, relativa al refuerzo y modernización de la Marina. Su misión consistía en asegurar la vigilancia de las zonas marítimas bajo la responsabilidad de Italia, los cuales se extenderían hasta Gibraltar en caso de guerra. Las fragatas se encargarian igualmente de la protección del tráfico mercante y de otros misiones previstas por la OTAN. Fueron bautizadas con nombres de vientos.
Las fragatas fueron diseñadas originalmente para la guerra antisubmarina, pero su flexibilidad significó que también realizaron operaciones anfibias y antiaéreas. Los barcos de esta clase se utilizaron en varias misiones internacionales, OTAN y Naciones Unidas, además de en las operaciones regulares de la Armada italiana. Al igual que las clase Lupo su casco demostró sus buenas condiciones marineras.
En la década de 2010 los barcos de la clase Maestrale comenzaron a ser reemplazados por las fragatas de la clase Bergamini (FREMM). El reemplazo comenzó con el decomisionamiento de las cuatro fragatas clase Maestrale no modernizadas.

### Filipinas
Una delegación filipina inspeccionó fragatas clase Maestrale y clase Soldati durante su visita a Italia en febrero de 2012 como posibles candidatos para buques patrulleros de la Armada de Filipinas. Las negociaciones para las Maestrale concluyeron sin acuerdo y el gobierno filipino optó por comprar nuevas fragatas.

### Indonesia
En junio de 2021 Indonesia firmó un contrato con Fincantieri para la compra de seis fragatas FREMM, dos fragatas clase Maestrale y el apoyo logístico relacionado. Fincantieri comprará y modernizará las dos frafatas después de sean retirados de la Armada italiana.

## Unidades
| Nombre    | Número de unidad | Constructor      | Botada                   | Asignada                 | Base      | Código de llamada |
| --------- | ---------------- | ---------------- | ------------------------ | ------------------------ | --------- | ----------------- |
| Maestrale | F570             | CNR Riva Trigoso | 2 de febrero de 1981     | 7 de marzo de 1982       | La Spezia |                   |
| Grecale   | F571             | CNR Muggiano     | 12 de septiembre de 1981 | 5 de febrero de 1983     | La Spezia |                   |
| Libeccio  | F572             | Riva Trigoso     | 7 de septiembre de 1981  | 5 de febrero de 1983     | La Spezia |                   |
| Scirocco  | F573             | CNR Riva Trigoso | 17 de abril de 1982      | 20 de septiembre de 1983 | La Spezia |                   |
| Aliseo    | F574             | Riva Trigoso     | 29 de octubre de 1982    | 20 de septiembre de 1983 | Tarento   |                   |
| Euro      | F575             | CNR Riva Trigoso | 25 de marzo de 1983      | 7 de abril de 1984       | Tarento   |                   |
| Espero    | F576             | CNR Riva Trigoso | 19 de noviembre de 1983  | 4 de mayo de 1985        | Tarento   |                   |
| Zeffiro   | F577             | CNR Riva Trigoso | 19 de mayo de 1984       | 4 de mayo de 1985        | Tarento   |                   |